# Dalma Rushdi Malhas
Dalma Rushdi Malhas, née le 1er février 1992 dans l'Ohio, est une cavalière saoudienne.
Elle est médaillée de bronze en saut d'obstacles aux Jeux olympiques de la jeunesse d'été de 2010 à Singapour.